# Сетевой приёмопередатчик

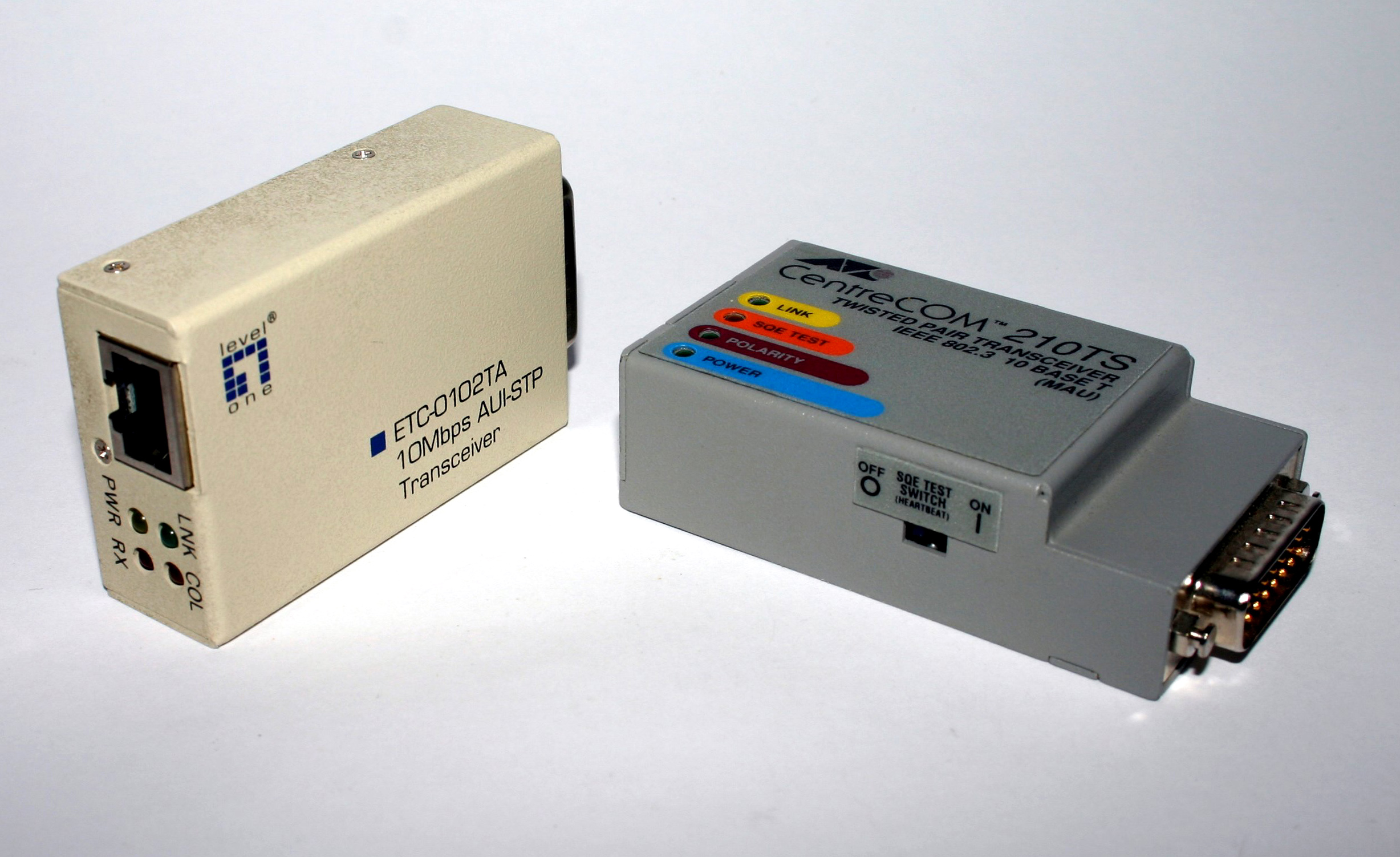
Два приёмопередатчика

Сетево́й приёмопередатчик (также  трансивер от англ. transceiver, от слов transmitter — передатчик и receiver — приёмник) — устройство для передачи и приёма сигнала между двумя физически разными средами системы связи. Это приёмник-передатчик, физическое устройство, которое соединяет стык ГВМ (главной вычислительной машины) с локальной сетью, такой как Ethernet. Приёмопередатчики Ethernet содержат электронные устройства, передающие сигнал от витой пары к оптоволоконным кабелям и обнаруживающие противоречия.
Приёмопередатчик позволяет станции передавать и получать сигналы из общей сетевой среды передачи. Дополнительно, приёмопередатчики Ethernet определяют противоречия в среде и обеспечивают электрическую изоляцию между станциями. 10BASE2 и 10BASE5 приёмопередатчики подключаются напрямую к среде передачи (кабель) общая шина. Хотя первый обычно использует внутренний приёмопередатчик, встроенный в схему регулятора и тройника для подключения к кабелю, а второй (10Base5) использует отдельный внешний приёмопередатчик и AUI-кабель или приёмопередаточный кабель для подключения к регулятору. 10BASE-F, 10BASE-T, FOIRL также обычно используют внутренние приёмопередатчики. Надо сказать, что существуют также внешние приёмопередатчики для 10Base2, 10BaseF, 10baseT и FOIRL, которые могут отдельно подключаться к порту AUI или напрямую, или через AUI-кабель.
Если приёмопередатчик является связующим звеном между оптическим и медным кабелями, то его часто называют средопреобразователем.